# Micmacs
Pour les articles homonymes, voir Micmac (homonymie).
Les Mi'kmaq ou Mi'gmaq (Mi'kmaw au singulier  et Mi’kmaq au pluriel/ Mi’gmaq et Mig’mawag, en micmac) ou L'nuk (L'nu au singulier) sont un peuple autochtone de la côte nord-est d'Amérique, faisant partie des peuples algonquiens. Il y a aujourd'hui vingt-neuf groupes distincts de cette ethnie au Canada, et une seule bande, la « Aroostook Band of Micmacs (en) (bande de Micmacs d’Aroostoock) », aux États-Unis.
Arrivés il y a plus de dix mille ans, ces « premiers humains », comme ils se nommaient, venus de l'Ouest via le détroit de Béring, étaient déjà présents dans cette partie du monde bien avant l'arrivée des Vikings puis des Européens.
Les Micmacs se sont progressivement installés dans la péninsule de la Gaspésie au Québec. Puis, ils conquirent plusieurs régions du Canada, à savoir : la Nouvelle-Écosse, l’Île-du-Prince-Édouard, une partie du Nouveau-Brunswick et l'île de Terre-Neuve.
Les Micmacs sont arrivés dans la région de la Gaspésie il y a environ 3 000 ans. Ceux-ci vivaient, à l’époque, de chasse et de pêche la majorité de l’année, ainsi que de cueillette de crustacés et de fruits. Lors de l’hiver, les Micmacs, étant nomades, se déplaçaient dans la forêt et vivaient surtout de chasse de différents animaux, dont l’orignal et le castor.

## Ethnonyme
« Micmac » signifie « mes frères » ou « mes amis » ; c'est le nom que se donne une  nation de la Gaspésie, mot dérivé  du micmac signifiant « fin de la terre ». Parmi les variantes du nom, on trouve « Migmagi », « Mickmaki » et « Mikmakique ». Il y a plusieurs sous-groupes parmi les Micmacs, comme les Gaspésiens de Le Clercq (au Québec oriental), les Souriquois de la tradition jésuite (au centre et au sud de la Nouvelle-Écosse). Le qualificatif de « Tarrantine » fut introduit par les Britanniques au XVIIe siècle,.
Le mot micmac, d'une toute autre origine, fait son apparition en français dans les années 1640,. On trouve en français au début du XVIe siècle micquemacque « intrigue, agissements suspects » que l'on retracerait au latin migma, migmatis ou bien à mutemaque,. Quand les Français ont entendu le micmac parlé  en Gaspésie, ils ont immédiatement  songé à leur acception du mot, qui prit le sens au Canada de langage incompréhensible.
Le mot micmac en français pour représenter le peuple micmac découlerait du terme Nigmach, noté par Marc Lescarbot,,.
Le nom recommandé et consacré en français est « Micmac », bien que la graphie « Mi'kmaq » soit plus près de la graphie micmaque « ni'kmaq ». L'Office québécois de la langue française et le Bureau de la traduction du Canada recommandent le féminin « Micmaque » ; on retrouve aussi  au féminin « Micmacque » et parfois « Micmac »,. On recommande également l'ajout d'un « s » pour le pluriel,.
Par contre, lorsque le texte fait référence à un organisme ou une communauté autochtone, cette graphie doit être respectée :
- le Secrétariat Mi’gmawei Mawiomi[22]
- Les Micmacs de Gesgapegiag[22], Micmacs of Gesgapegiag[23]
- Listuguj Mi'gmaq Government[24]

## Langue
La langue enseignée à l'école est la langue micmaque. Cette langue est l'épine dorsale de leur culture, c'est pourquoi les Micmacs sont soucieux de la préserver. En 1980, la langue micmaque est toujours la langue d'usage dans certaines réserves.

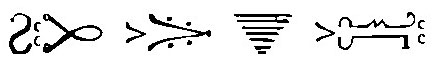
Hiéroglyphes micmacs.

Sur une période de soixante ans, les missionnaires récollets et jésuites avaient « réduit la langue mi’kmaq à l’alphabet latin et ils se transmettaient les uns aux autres, sous forme manuscrite, des versions mi’kmaq du catéchisme, de prières et de chants liturgiques. »
 

Il y a environ 200 ans[Quand ?], les Micmacs utilisaient une écriture logographique inventée par des missionnaires français. 

« Tous ces témoignages révèlent une transmission devenue traditionnelle, « de père en fils », sur écorce ou sur papier, de l’écriture catéchétique chez les Mi’kmaq de la Nouvelle-Écosse. L’usage de l’écriture s’était stabilisé en l’absence de missionnaires catholiques et il en résultait une certaine réticence vis-à-vis de l’apprentissage de l’écriture alphabétique, probablement associée aux protestants anglophones. »

Cette écriture devint très populaire : le père Pacifique de Valigny la perfectionna pour traduire la Bible, rédiger des manuels scolaires et publier un journal destiné aux Amérindiens, The Micmac Messenger, qui parut tout au long du XVIIe siècle.
Par leurs nombreux contacts avec les Français, ils empruntèrent plus de cent mots au français.
La langue micmaque est en péril en Gaspésie.

## Territoire
Au XVIe siècle, les Micmacs occupaient l'ensemble du pays au sud et à l'est de l’embouchure du fleuve Saint-Laurent, qui comprend les provinces maritimes du Canada et la Gaspésie. Ces terres de plaine étaient alors densément boisées, parsemées de nombreux lacs et de rivières qui se déversaient dans de profonds golfes tout le long de la côte. Les hivers y sont rigoureux et les étés courts se prêtent peu aux cultures de légumes et de céréales, mais le réseau des rivières permettait de traverser rapidement le pays en canoë. En rapprochant les habitants, il contribua à la formation d'une identité ethnique forte, regroupant environ dix mille individus.
Le peuple s'appelait lui-même « Elnou », ce qui signifie « Hommes », et devait défendre son territoire contre d'autres tribus. Ainsi, les Micmacs disputèrent-ils la possession de la presqu'île de Gaspé aux Mohawks, tandis qu'ils devaient surveiller les marches méridionales de leur territoire, en particulier la vallée du fleuve Saint-Jean au Nouveau-Brunswick, des incursions des Wolastoqiyik et des Pentagouets. Les chasseurs micmacs occupèrent occasionnellement l’île d'Anticosti et touchèrent même les côtes du Labrador, où ils affrontèrent les Inuits. La colonisation de Terre-Neuve marqua le début de l'extinction des tribus Béothuks, dans laquelle les Micmacs jouèrent un rôle décisif.
Aujourd’hui, les Micmacs peuplent le territoire québécois, néo-brunswickois, néo-écossais, prince-édouardien et terre-neuvien. Au Québec, leur territoire est surtout situé en Gaspésie, à la hauteur de la Baie des Chaleurs. Ils vivent dans trois communautés, soit Listuguj (1 600 résidents), Gesgapegiag (1 100 résidents) et celle de Gaspé (800 résidents). Des trois communautés, seule celle de Gespeg n'a pas de territoire de réserve. Le groupe (1 240 résidents) se trouvant sur le territoire américain se situe dans le comté d'Aroostook (État du Maine) à Presque Isle sur le site de Bon Aire.

## Tribus micmaques
Le pays des Micmacs était divisé en sept territoires, qui correspondaient à des zones de chasse exclusives où chaque tribu campait et chassait le printemps et l'été. Certaines tribus possédaient un insigne caractéristique : ainsi le saumon était l'emblème des Micmacs Listuguj dans la vallée de la Ristigouche et autour de la baie des Chaleurs, tandis qu'une silhouette de guerrier armé d'une lance et d'un arc était l'emblème des Micmacs Miramichi.
| Peuple          | Micmacs   | Micmacs      | Micmacs    | Micmacs | Micmacs   | Micmacs       | Micmacs      |
| --------------- | --------- | ------------ | ---------- | ------- | --------- | ------------- | ------------ |
| Groupe ethnique |           | Sigenigt     |            |         |           | Gespogoitg    |              |
| Territoire      | Gespegoag | Sigenigteoag | Pigtogeoag | Onamag  | Esgigeoag | Segepenegatig | Gespogoitnag |

L’île du Cap-Breton s'appelait alors Onamag et faisait fonction de capitale. Elle était et est toujours aujourd'hui le siège du Grand sachem. Le grand sachem jouait naguère un rôle considérable sur les décisions du peuple micmac en matière de guerre mais à partir du milieu du XIXe siècle, il n'eut plus que des fonctions cérémonielles. Les territoires limitrophes de Pigtogeoag et d’Esgigeoag dépendaient directement d’Onamag et n'avaient même parfois pas de chef propre.
| Territoire               | Réserve 1     | Réserve 2      | Réserve 3 | Réserve 4                        | Réserve 5 |
| ------------------------ | ------------- | -------------- | --------- | -------------------------------- | --------- |
| Gespegeoag               | Listuguj      | Gesgapegiag    | Eel River | Gespeg (communauté sans réserve) |           |
| Sigenigteoag             | Burnt Church  | Eel Ground     | Red Bank  | Richibucto                       | Big Cove  |
| Pigtogeoag ag Epegoitnag | Lennox Island | Pictou Landing |           |                                  |           |
| Onamag                   | Whycocomagh   | Nyanza         | Membertou | Eskasoni                         |           |
| Segepenegatig            | Truro         | Shubénacadie   |           |                                  |           |
| Esgigeoag                | Esgigeoag     |                |           |                                  |           |
| Gespogoitnag             | Gespogoitnag  |                |           |                                  |           |

## Culture micmaque
Les Micmacs formaient l’ethnie dominante dans les provinces maritimes du Canada, et l'on présume qu'ils ont pu s'aventurer plus au Nord avant le XVIe siècle. Le climat ne leur permettant pas d'y entreprendre des cultures, ils vivaient de chasse et de pêche, complétées par la récolte d'herbes et de racines sauvages. L'écotourisme est un nouveau terreau d'emploi pour les Micmacs.
Les cycles de chasse se retrouvent dans les noms des mois actuels :
| Mois      | Appellation                        |
| --------- | ---------------------------------- |
| Janvier   | petite morue                       |
| Février   | mal des yeux                       |
| Mars      | printemps                          |
| Avril     | mois de la ponte                   |
| Mai       | jeunes phoques ou pêche au hareng  |
| Juin      | été ou mois des premières feuilles |
| Juillet   | mue des migrateurs                 |
| Août      | envol des oiseaux                  |
| Septembre | rut de l'orignal                   |
| Octobre   | dressage                           |
| Novembre  | mois des morts                     |
| Décembre  | grande lune (solstice d'hiver)     |

Chaque foyer s'étendait fréquemment au-delà de la cellule familiale : la pratique de la polygynie et le régime des fiançailles, par lequel le fiancé se mettait pour deux ou trois années au service de son futur beau-père, contribuaient à cette situation. Les récits qui nous ont été transmis évoquent des groupes de chasseurs de deux à trois hommes, car certaines techniques de chasse et de pêche requéraient un travail d’équipe. On demandait parfois aux femmes de transporter le gibier au camp après qu'il eut été chargé sur un gros traîneau. Elles pouvaient également aider au pagayage des canoës pour la pêche. Un ou deux auxiliaires munis de bottes de fourrures et de lances ou javelots à pointes de silex étaient parfois nécessaires pour débusquer un gros animal. Cela valait aussi bien pour le harponnage des caribous que pour débusquer des castors de leur propre terrier.
Les Micmacs étaient de grands constructeurs de canoës. Leurs embarcations, longues de 2,50 à 3 mètres, étaient composées d'écorce de bouleau, et étaient suffisamment larges pour pouvoir embarquer tout un foyer de cinq à six individus, avec les chiens, les sacs, les fourrures, un chaudron et d'autres ustensiles parfois encombrants. Les Micmacs s'aventuraient parfois même en mer avec un canoë qu'ils munissaient d'une voile.
Comme la plupart des autres nations amérindiennes des forêts du nord-est, la culture des Micmacs s'est plus ou moins adaptée après l'arrivée des Européens, tant par l'influence des missionnaires, que par le développement du commerce des peaux ou les tensions nées du conflit franco-britannique.

### Alimentation

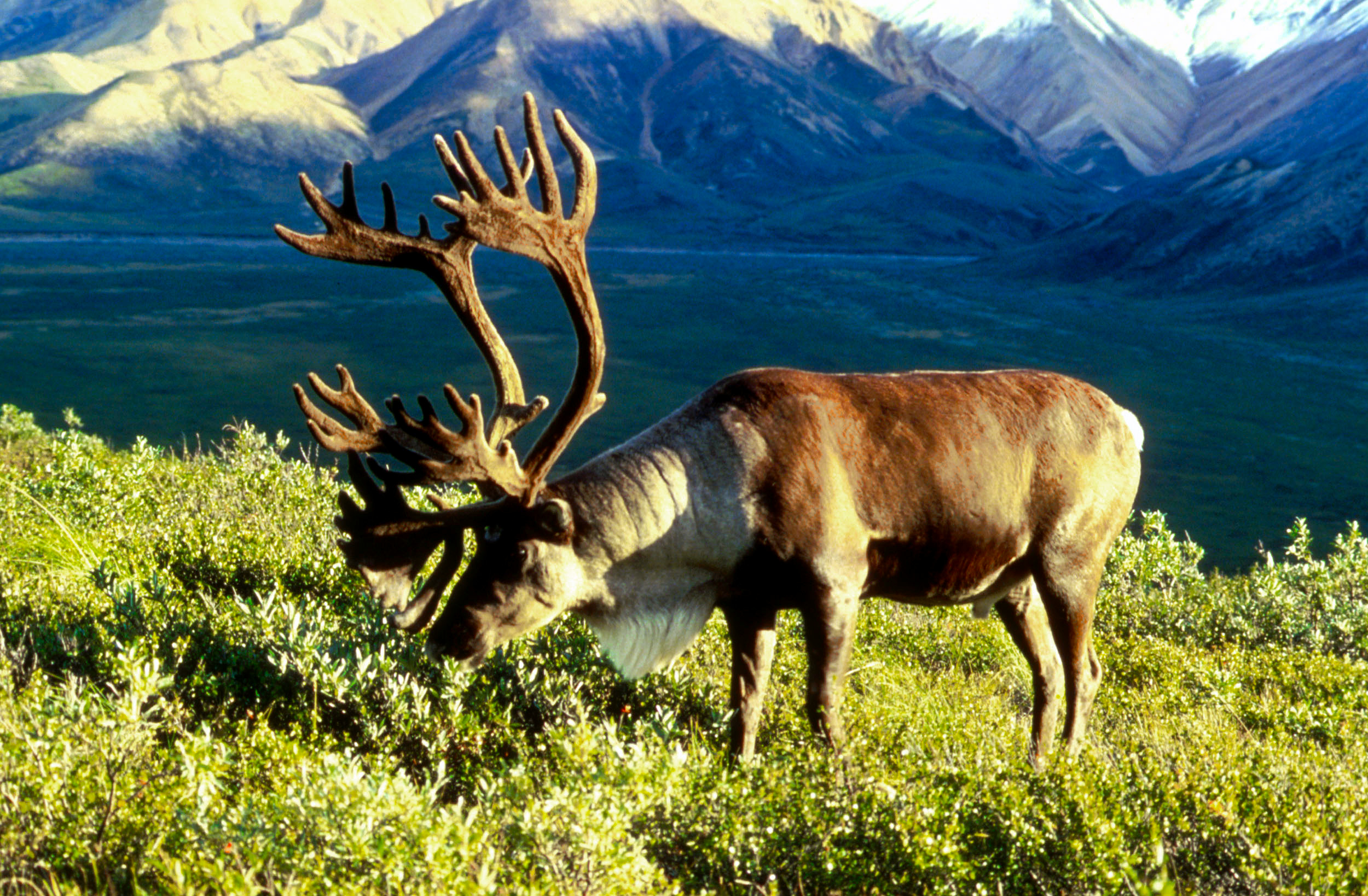
Un caribou, objet de chasse.

Outre le poisson et la viande, les Micmacs se nourrissaient de toutes sortes de fruits secs, de légumes et de baies sauvages qu'ils pilaient puis faisaient sécher pour en faire des galettes rondes. Il reste que l'essentiel de leur alimentation reposait sur la chair animale, consommée crue ou fumée. Le gras était soigneusement récupéré en le faisant fondre ou en le séparant à l'aide d'une pierre suffisamment chauffée, puis on le transvasait dans une enveloppe faite d'écorce de bouleau ou on le mélangeait de bile animale pour sa conservation. Le poisson et les anguilles étaient rôtis à la broche. Le poisson était servi en plat ou en tourte dans de grands bacs de bois qu'on découpait dans le tronc d'arbres morts.
Le pain était inconnu des Micmacs. Lorsque les colons français leur en montrèrent la préparation, ils adoptèrent la pratique de le cuire dans le sable sous le foyer. Ils échangeaient volontiers leurs fourrures contre des ustensiles métalliques, des pois secs, des fèves et des prunes. Aussi, ils ont mangé du blé et du maïs.

### Armes, outils et techniques de chasse
Pour la chasse, les Micmacs se servaient de javelots, de lances et d’arcs, mais aussi de pièges et de frondes. Ils se servaient de chiens pour pister le gibier. Le camouflage permettait de s’approcher des orignaux, qu’on attirait en période de rut en imitant le brâme des femelles.
Les Micmacs pêchaient le saumon à l'aide de harpons munis de pointes recourbées. Les autres espèces, comme la morue, la truite et l’éperlan étaient harponnées ou attrapées au filet. Une autre technique consistait à retenir les poissons par des barrages, qui piégeaient les prises à la base des digues.
Avant le contact avec les Européens, les matières premières pour la fabrication des outils étaient le bois, la pierre, les os, coques et ligaments d’animaux ou de coquillages, matériaux qui disparurent bientôt au profit des métaux, tout comme les javelots et les arcs furent remplacés par des mousquets. Les pots et vases que les femmes micmaques fabriquaient avec de l’écorce de bouleau et du bois étaient décorés avec beaucoup de soin et ornés d’épines de porc-épic. Les femmes de la tribu étaient tout aussi habiles pour tresser des corbeilles avec des branches d’épinette.

### Habitat

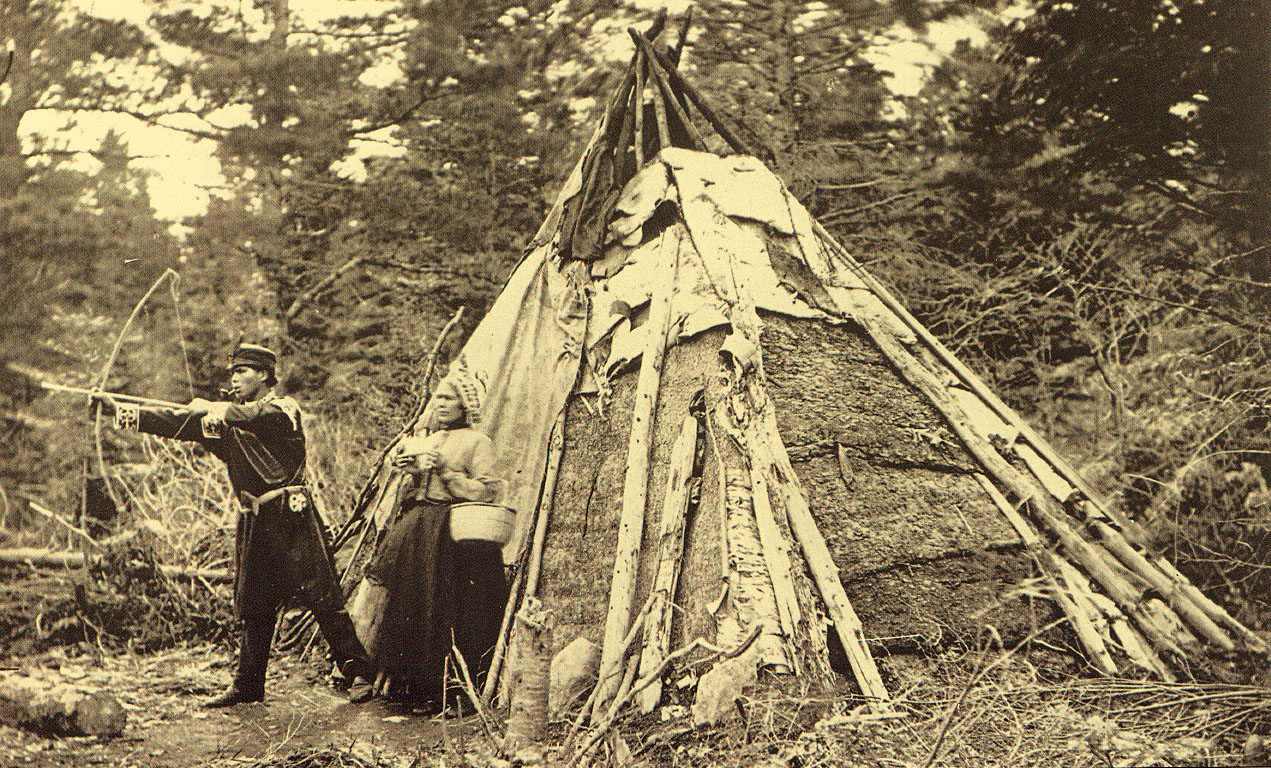
Un wigwam micmac traditionnel en 1873.

Le wigwam conique des Micmacs était constitué d'un treillis de bois couvert d'écorces de bouleau, de peaux, de draps cousus et de branches de sapins. Il pouvait abriter dix à douze personnes et était utilisé surtout l'hiver. L'été, on montait un wigwam plus vaste, fait pour recevoir de vingt à vingt-quatre individus. Le centre était toujours destiné au foyer, surplombé d'une ouverture pour l'évacuation des fumées et le tirage, et à l'extérieur on suspendait outils et ustensiles. Le sol était couvert de feuillages, sur lesquels on étalait des peaux d'animaux pour coucher. Les campements d'hiver comprenaient un ou plusieurs wigwams implantés sur le domaine de chasse de la tribu, le plus souvent près d'un point d'eau utilisable. En cas d'extrême nécessité, un simple canoë retourné procurait un abri suffisant aux chasseurs pour allumer un feu. Les missionnaires français engagèrent les Micmacs à édifier des chapelles, des églises et des maisons où ils pourraient vivre en permanence ; cependant, beaucoup d'entre eux devaient conserver leur mode de vie nomade jusqu'au XIXe.

### Vêtements et parure
Hommes et femmes se couvraient d'habits à franges en peau de caribou. Les hommes portaient un pagne de cuir sous leurs braies, tandis que les femmes maintenaient leur tunique par une double ceinture. Braies et mocassins étaient confectionnés à partir de peau d'orignal ou de caribou et comportaient des lacets de cuir ou de fil. Les cheveux se portaient longs chez les deux sexes. On trouvait deux types de raquettes pour marcher dans la neige : les plus grandes étaient utilisées pour la neige poudreuse, les plus petites pour la neige compacte et durcie. Lors des premiers contacts avec les Européens, les individus des deux sexes allaient nu-tête, mais bientôt ils adoptèrent le bonnet, fait de fourrure ou d'écorce, qui permettait d'établir une distinction selon le sexe et le rang social. Le chapeau bleu foncé haut et pointu des femmes, couvert de perles et orné de tissus, n'apparut que plus tard encore.

### Mode de vie
L'année s'ouvrait traditionnellement sur le gel des fleuves. Les hivers, très froids, s'accompagnaient de gel et de neige, provoquant l'hivernation. Les Micmacs se regroupaient alors en petits groupes de chasseurs répartis à travers le territoire, réduisant les échanges à l'intérieur de la nation au minimum. Au cœur de l'hiver, les chasseurs finissaient par se regrouper en petits villages. Au printemps on confectionnait le sirop d'érable et l'été donnait l'occasion d'entreprendre d'éphémères cultures, mais l'essentiel de la subsistance en cette saison était assuré par la pêche et la récolte des fruits de mer. La chasse de l’orignal et du caribou ne reprenait qu'à  l'automne, et avec l'apparition des premières neiges, ces ruminants étaient plus faciles à traquer. Les Micmacs se servaient de leur peau pour confectionner bottes de neige, traîneaux et luges. Les Micmacs suivaient les saisons pour chasser.
Selon le missionnaire Pierre Biard, chaque mois correspondait à la chasse d'une espèce particulière :

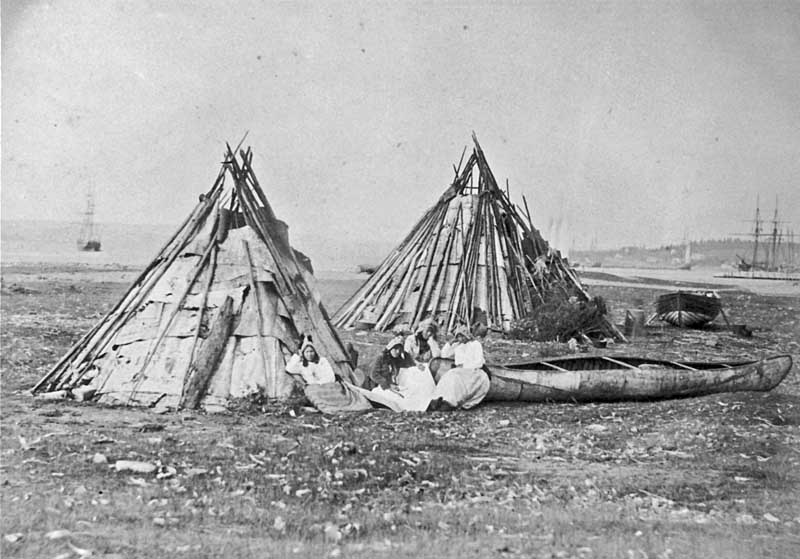
Un camp micmac par Paul-Émile Miot, 1857.

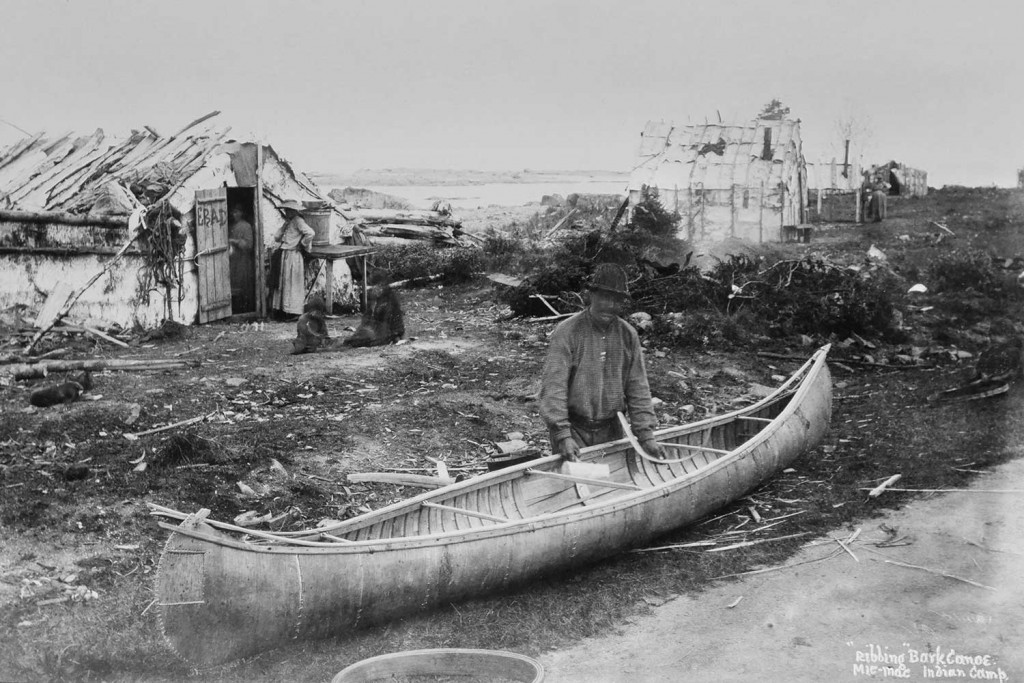
Construction de la membrure d'un canot d'écorce vers 1870.

- la chasse aux phoques avait lieu en janvier.
- de février à mi-mars on chassait le castor, la loutre, l’orignal, l’ours et le caribou.
- Les alevins apparaissaient vers la mi-mars.
- On pouvait pêcher du hareng à partir de la fin avril ; vers la même époque, on trouvait des oies (en particulier la bernache du Canada, appelée localement « outarde »), l'esturgeon et le saumon ; puis dans les îles venait le temps de la récolte des œufs d'oiseaux migrateurs.
- Du mois de mai à la mi-septembre, la nourriture se diversifiait, avec toutes sortes de poissons et de coquillages, et surtout le retour du cabillaud le long des côtes.
- Le mois de septembre voyait la ponte des anguilles.
- En octobre et novembre, la chasse au castor reprenait.
- En décembre, ils pêchaient un poisson appelé « ponamo » (probablement le poulamon atlantique[32]), qui vivait sous la glace.

#### Naissance
Pour accoucher, les femmes micmaques quittaient le wigwam et se tenaient en position agenouillée, assistées seulement de quelques vieilles femmes servant de sages-femmes. On lavait le nouveau-né dans un écoulement d’eau froide, on lui faisait manger de la graisse d'ours ou de phoque, et on l'enveloppait de langes pour pouvoir le transporter. La mère allaitait l'enfant jusqu'à l'âge de trois ans, et les premiers aliments solides étaient mâchés par les parents. Jusqu'au sevrage, la mère évitait toute nouvelle grossesse, voire l'interrompait.

#### Enfance et adolescence
On inculquait de bonne heure aux enfants le respect des parents et des personnes âgées. L'éducation se faisait par l'exemple. Lorsqu'un enfant commettait une faute, il était réprimandé mais jamais battu. Les enfants faisaient l'objet de nombreuses attentions : ainsi on organisait de petites fêtes lors de la venue des premières dents, ou lorsque l'enfant commençait à marcher, ou qu'il abattait son premier gibier. Le passage à l'âge adulte intervenait lorsque l'adolescent tuait son premier orignal. Les filles aidaient leur mère dans les affaires domestiques, comme à la construction du wigwam, le ramassage du bois, la cuisine et la confection des vêtements.

#### Fiançailles, noce et mariage
Pour épouser une femme, un jeune homme devait d'abord se mettre au service de son futur beau-père pendant environ deux ans : au cours de cette période de fiançailles, il travaillait et chassait selon les ordres du beau-père, et devait faire la preuve de ses capacités. Les rapports avec sa future femme étaient strictement interdits. À la fin de cette période probatoire, il lui fallait encore se procurer suffisamment de victuailles pour fêter les noces. Au cours de la cérémonie de mariage, les chamans et les anciens de la famille prononçaient longuement l'éloge des époux, et la fête se concluait par des danses.
Les mariages arrangés, c'est-à-dire négociés par les parents des deux fiancés, étaient encore de règle au XIXe siècle. Les missionnaires catholiques insistent sur la pudeur passée des femmes micmaques pour l'opposer à la corruption des mœurs liée à la consommation d'eau-de-vie, et déplorent l'indifférence des Amérindiens vis-à-vis du divorce. Les naissances hors-mariages, loin d'être dénoncées comme une faute, étaient considérées comme un signe de fertilité. Le plus souvent, la collectivité prenait en charge les orphelins. Le chef en confiait d'ordinaire la garde à la famille d'un bon chasseur. Le second mariage d'un homme ou d'une femme donnait rarement lieu à des festivités collectives.

#### Vieillesse et funérailles
Les vieillards bénéficiaient d'une profonde considération, et lors des conseils collectifs, leurs avis étaient très écoutés. Si certaines sources font état de soins particuliers donnés aux personnes âgées, on doit déduire d'autres récits que les vieillards étaient abandonnés à leur sort dès qu'ils n'étaient plus en état d'accompagner leur famille dans ses pérégrinations nomades. On sait également qu'on ne s'embarrassait guère de précautions lorsqu'une personne était mourante. Certains anciens se consacraient même volontiers à la préparation de leurs propres obsèques. Lorsqu'un chaman diagnostiquait une maladie mortelle, le malade n'était plus alimenté, et l'on versait de l'eau froide sur son nombril pour accélérer son trépas.
Lorsqu'une famille était endeuillée, les proches se noircissaient le visage et les obsèques duraient trois jours. On dépêchait des messagers pour prévenir les parents et les amis des autres villages. Au troisième jour de deuil se tenait un banquet de funérailles, puis venait l'inhumation et chaque convive participait aux offrandes mortuaires. Les Micmacs enterraient leurs morts sur des îles désertes ; le cadavre était déposé en position assise dans une enveloppe en écorce de bouleau, et inhumé avec toutes ses armes, ses chiens et ses biens personnels. Les proches portaient le deuil une année en coupant leurs cheveux courts, et il était interdit à la veuve de se remarier tout ce temps. À l'expiration de la période de deuil, les familiers pouvaient oublier complètement leur chagrin.

### Organisation socio–politique
Sur le plan politique, les Micmacs formaient une confédération lâche de tribus isolées, ligue de clans à filiation patrilinéaire et de chefferies locales. Le plus souvent, les membres d'une tribu se partageaient le territoire et ne se retrouvaient que lors des rassemblements estivaux ou pour partir sur le sentier de la guerre.
Jusqu'à ce qu'il soit marié, aucun homme ne pouvait avoir de chien et il devait abandonner entièrement le produit de sa chasse au sachem ou au chef de famille. Lorsqu'ils quittaient leur tribu pour une durée un tant soit peu importante, ils ne pouvaient la rejoindre qu'avec des présents. Un individu, voire une famille, pouvait fort bien (parfois avec une certaine mauvaise conscience) rejoindre une autre tribu.
Les sachems devaient éprouver leur autorité par des performances particulières. À la fin du XVIIe siècle, les colons français ont observé que les chefs assignaient aux familles leur territoire de chasse respectif, et déterminaient leur part dans le revenu tiré des peaux et fourrures. Plusieurs sachems surent tirer parti de leur connaissance du français pour intercéder auprès des colons et en tirer certains avantages.

## Économie

### Pêche
Les activités économiques des tribus micmaques changent lors des années 1980.  La pêche au saumon étant une activité traditionnelle, ceux-ci l’utilisent comme tremplin économique.  Le commerce de la pêche, ainsi que la protection de la faune permettent de créer plusieurs emplois pour les Micmacs dans les communautés Listuguj et Gesgapegiag.

### Tourisme
Les Micmacs de la communauté de Listuguj ont aussi commencé à se concentrer sur le tourisme de la région, créant sur place un centre permettant d’en apprendre plus sur leur culture. Ceux habitant dans la communauté de Gespeg reconstruisent même un village traditionnel à ces fins. Les Micmacs, tout comme les Inuits, utilisent aussi l’artisanat comme autre source de revenus et comme moyen de transmission de culture.  On peut notamment mentionner comme exemples de sculptures, des paniers tressés ou du foin d’odeur.

### Industrie forestière
L’industrie forestière était une autre source d’emplois lors des années 1980 pour les Micmacs.  Cependant, ceux-ci n’étaient pas d’accord avec les pratiques des compagnies forestières, qui rasaient la forêt complètement sans penser à comment celle-ci pourrait se reboiser.  Aujourd’hui, les coupes forestières sont beaucoup moins présentes dans cette région.

## Religion et mythologie

### Tabous
La religion ainsi que le système de valeurs morales des Micmacs n'étaient pas différents de celui des autres Autochtones  d'Amérique du Nord. Le dieu suprême s'appelait chez eux « Glouscap », et menait un panthéon nombreux de divinités mineures, dont certaines avaient figure humaine. Si les Micmacs n'observaient aucun tabou strictement, ils évitaient toutefois de consommer la viande de certains animaux, comme celle des serpents, des amphibiens et des putois. Les tabous menstruels interdisaient par exemple qu'une femme enjambe un guerrier ou ses armes. Les trophées de chasse faisaient l'objet d'un profond respect : ainsi, les os de castors n'étaient jamais abandonnés aux chiens ni rejetés à la rivière. Les ours abattus faisaient également l'objet d'une certaine vénération. Les Micmacs attribuaient à certains animaux la capacité de changer d'espèce. On disait des orignaux adultes qu'ils pouvaient se changer en baleine en rejoignant la mer.

### Glouscap, le dieu suprême
Au cours de ses voyages, Glouscap a façonné le paysage. Il a donné aux animaux leur aspect actuel, par exemple une longue queue au castor et son coassement au crapaud. Glouscap était un puissant guerrier, qui a enseigné aux Micmacs plusieurs stratagèmes et qui prédisait l'avenir. Il s'est éloigné des Micmacs mais reviendra vers eux un jour pour les assister à l'heure du cataclysme. Bien que dans la mythologie son rôle principal soit celui d'un magicien vagabond, il est associé dans plusieurs récits à des éléments narratifs d'origine européenne ou chrétienne.

### Dieu Glooscap
"Glooscap" (aussi orthographié Kluskap, Gluskabe ou Gluskabi) est une figure centrale dans la mythologie et la tradition orale des peuples autochtones Micmacs et d'autres nations amérindiennes de la région de l'Atlantique au Canada et aux États-Unis. Il est considéré comme un personnage héroïque et mythique, souvent décrit comme un enseignant, un créateur et un protecteur.
1. Création du monde : Selon les mythes Micmacs, Glooscap est associé à la création du monde et à la formation de la Terre telle qu'ils la connaissent.
2. Pouvoirs surnaturels : Glooscap est réputé pour ses pouvoirs surnaturels. Il est capable de changer la taille des objets, de maîtriser les forces naturelles et de dompter des créatures mythiques.
3. Enseignement : Il est considéré comme un professeur et un guide spirituel qui a transmis des enseignements importants aux Micmacs, y compris des leçons sur la survie, l'éthique et la compréhension de la nature.
4. Connexion avec la nature : Glooscap est souvent associé à la création de la topographie de la région, façonnant les montagnes, les rivières et les animaux.
5. Héros culturel : Il est le protagoniste de nombreuses légendes et histoires traditionnelles. Ses aventures et exploits sont racontés pour transmettre des leçons et préserver la culture Micmac.

La figure de Glooscap est profondément respectée et considérée comme une figure spirituelle puissante et bienveillante. Les récits autour de Glooscap ont été transmis oralement pendant des générations et continuent d'être une part importante de l'identité culturelle des Micmacs et d'autres nations autochtones de la région de l'Atlantique.

### Sorcier Pouwowin
Pouwowin, un sorcier confectionnant sorts et breuvages magiques, est autrement inquiétant. Rejeton légendaire d'un chaman du XVIIe siècle du nom de Bohinne, il est toujours craint de certains amérindiens. Comme le sorcier du mythe, le Pouwowin moderne est capable de prédire l'avenir, de marcher sur les eaux et de préserver les individus et les communautés des maléfices. Il y a d'ailleurs une foule de croyances sur les pouvoirs de Pouwowin : ainsi dit-on qu'il est capable de lancer un sort à une personne même très éloignée, comme de déchaîner sur elle la maladie, un accident ou le malheur. On peut discerner des apports européens dans beaucoup de contes sur Pouwowin, mais toujours arrangés de façon traditionnelle.

### Sketekemouc et les autres dieux
Les Micmacs redoutaient le Sketekemouc, un fantôme dont l'apparition annonçait une mort prochaine. À la même catégorie d'êtres surnaturels se rattachent les Mikemouwesou et les Poukeletemouc, des nains qui s'habillent et vivent à la manière des Indiens des temps anciens, ne mangent que de la viande de bêtes sauvages, profitent des hommes ou leur nuisent. Récemment, on leur a attribué quelques forfaits propres aux fripons, comme de faire du bruit autour des wigwam et des granges, ou de voler des chevaux qu'ils abandonnent après leur avoir fait des nœuds à la crinière et à la queue. On conjure ces esprits en aspergeant de l'eau bénite ou en coupant des rameaux au dimanche des Rameaux.

### Grand esprit et syncrétisme chrétien
Les Micmacs croyaient en un Grand Esprit démiurgique que l'on retrouve dans les traditions de la plupart des peuples algonquiens. Les missionnaires Jésuites français n'hésitèrent pas à se servir du nom du Mentou, le Grand Esprit micmac, pour désigner le diable, préférant qualifier le dieu chrétien de « Niskam », qu'on peut rendre par « Seigneur tout-puissant ». Les Micmacs se démarquaient toutefois des autres groupes de langues algonquiennes par leur culte solaire. Plusieurs sources confirment qu'il se pratiquait deux fois par jour une adoration du soleil, où par exemple on brûlait des offrandes de fourrures et d'animaux. Il est aujourd'hui pratiquement impossible de reconstituer la cosmogonie générale des Micmacs, mais il subsiste quelques indications générales qui préservent le patrimoine culturel de ce peuple.

### Valeurs morales
1. La vie (visible et invisible) est partout présente, sous terre comme sous les océans (animisme). Les différentes formes de vie peuvent se transmuer les unes en les autres. Certains animaux, certains individus ne sont pas ce qu'ils paraissent être.
2. Les Anciens étaient de grands chasseurs : forts, dignes et robustes. Ils étaient justes, généreux et courageux. Leur comportement doit servir de modèle pour leurs descendants.
3. Les Amérindiens ont des pouvoirs qui les distinguent des étrangers. Ils peuvent invoquer des êtres surnaturels qui leur dispensent présages et bienfaits. Certains possèdent même le don de keskamizit, ou providence des Amérindiens, qui permet d'accomplir, de découvrir ou de fabriquer des objets très vite et avec pleine assurance de réussite.
4. Les êtres humains sont tous égaux, ou du moins devraient l'être. Personne ne devrait s'élever au-dessus d'autrui, même si des chefs se distinguent par leurs capacités singulières, leur grandeur d'âme, leur courage, leur naturel ou leurs accomplissements.
5. Le sens de la mesure est préférable à la perfection. L'excès d'une chose peut s'avérer nuisible ; mais chacun devrait s'affranchir des limites lorsque l'occasion s'en présente et chercher à se dépasser.

Si ces préceptes ne sont certainement pas l'apanage de la culture des Micmacs, ils jouent chez ce peuple un rôle important dans l'attitude vis-à-vis des événements.

## Histoire

### Vikings, Scandinaves et Irlandais

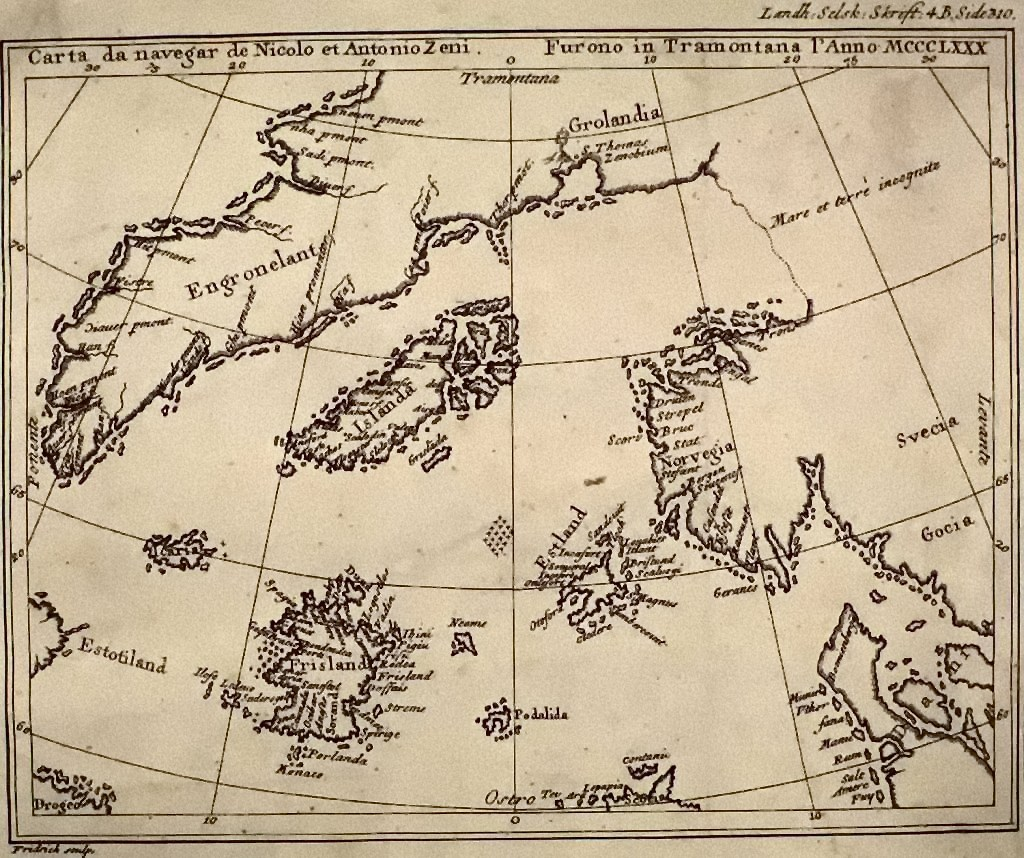
Carte Zeno indiquant Drogeo
(en bas à gauche).

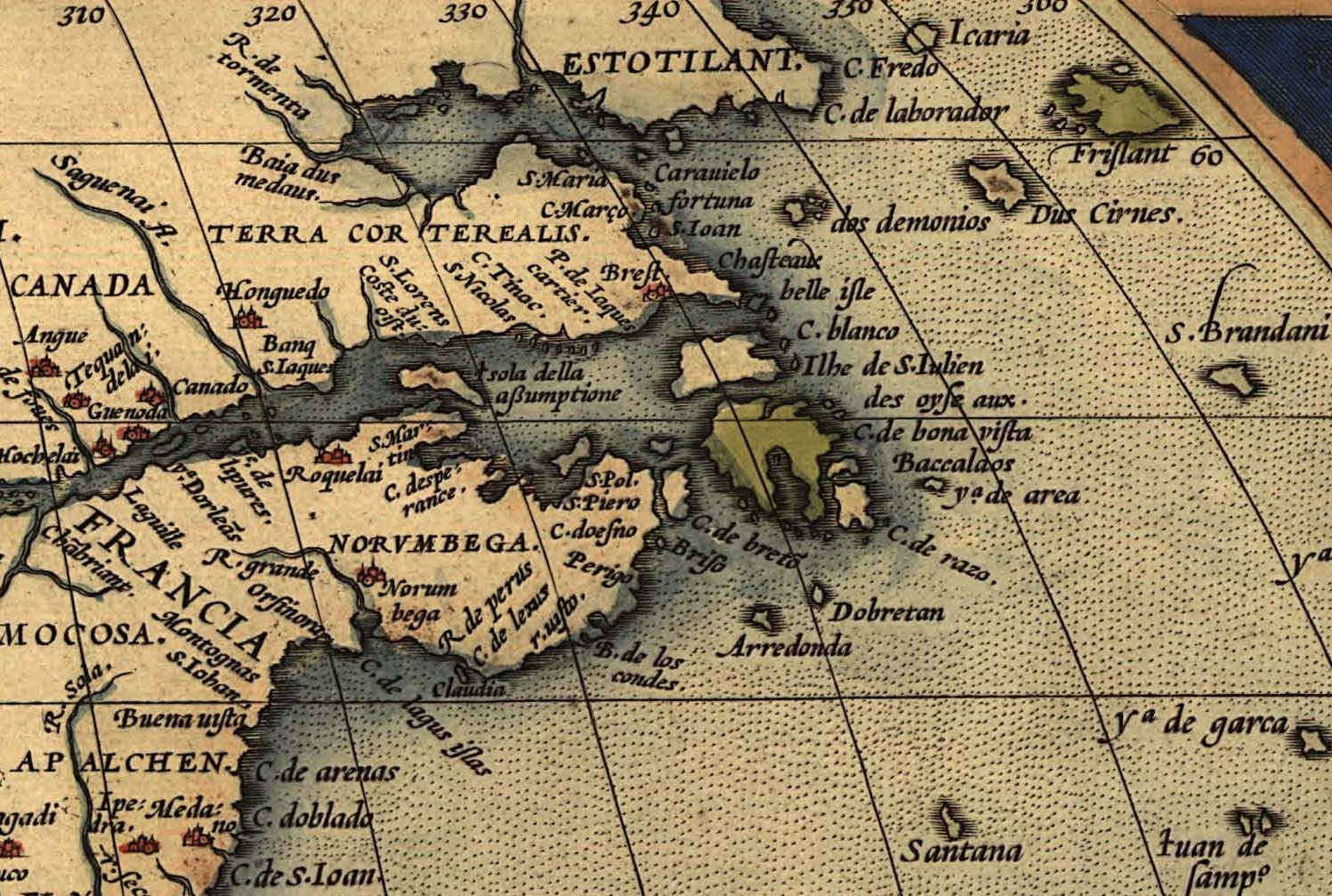
Carte d'Abraham Ortelius (1570) montrant la localisation de Norembergue.

Au tout début du XIe siècle les navigateurs Vikings atteignent les côtes de l'Amérique du Nord. Les sagas nordiques, notamment la Saga d'Erik le Rouge, indiquent que les Vikings explorent des territoires qu'ils nomment Helluland (Terre de Baffin), Markland (Labrador et Québec) et Vinland (Terre-Neuve, Nouvelle-Écosse et Nouvelle-Angleterre). Les Vikings installent des camps de base notamment celui de Terre-Neuve situé à L'Anse aux Meadows, mais également le long du fleuve Saint-Laurent et le long des côtes de la Nouvelle-Écosse et de la Nouvelle-Angleterre. Les contacts avec les Amérindiens qu'ils appellent Skrælings sont tout d'abord cordiaux avant de devenir hostiles. Les historiens avancent l'hypothèse que ces Skraelings étaient peut-être les Béothuks.
Au cours du Moyen Âge apparaissent sur les cartes marines, bien avant le voyage de Christophe Colomb, les noms de deux lieux situés en Amérique du Nord, Estotiland localisé selon les cartes sur l'actuel Labrador et Québec, et Drogeo situé plus au sud, sur l'actuelle Nouvelle-Écosse, Nouveau-Brunswick et Nouvelle-Angleterre. Drogeo attire l'attention en raison de son étymologie qui s'apparente à celle de la terminologie micmac [-geo-] dans (Drogeo), ainsi qu'aux autres terminaisons des lieux Micmacs. Dans la mythologie celtique irlandaise, des navigateurs et des moines irlandais auraient abordé le continent américain au cours du XIIIe siècle suivant en cela le voyage de Saint Brendan effectué au VIe siècle.
Ces voyages deviennent un mythe dans l'exploration de l'Amérique. Jean Cabot et Jacques Cartier chercheront en vain le territoire de Norembergue, lieu supposé des Hommes du Nord européens venus coloniser l'Amérique au cours de la période médiévale.

### Arrivée des Européens

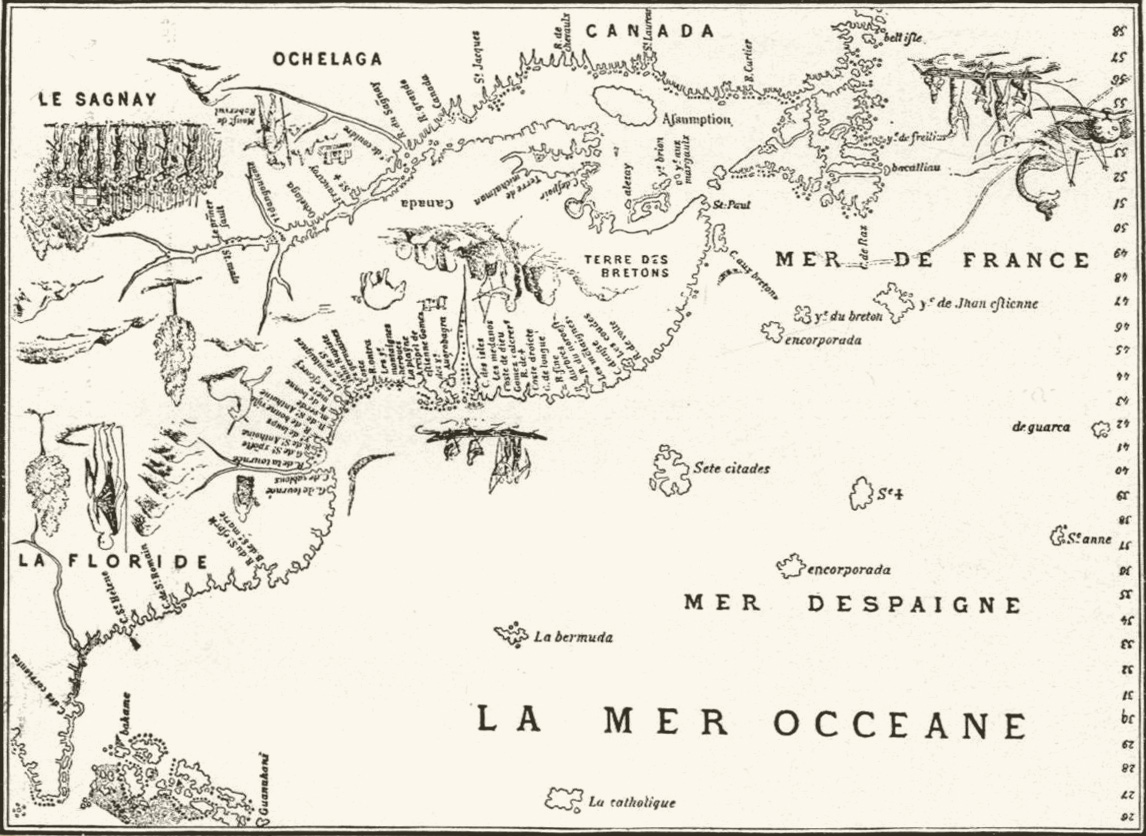
Carte des territoires explorés par Jacques Cartier (1543).

Les Micmacs furent vraisemblablement, avec les Béothuks, les premiers indigènes d'Amérique du Nord à entrer en contact avec des Européens.
Lorsque John Cabot  visita les côtes canadiennes, il ne vit aucun autochtone,,.
Lorsque l’explorateur Jacques Cartier mit au mouillage le 24 juillet 1534 dans la baie des Chaleurs, son navire se trouva promptement encerclé d'une multitude de canoës micmacs dont les occupants brandissaient des peaux de castor. Vers 1578 on comptait chaque été près de 400 bateaux de pêche le long de la côte orientale du Canada. Bien qu'il n'y eût à ce moment toujours pas de comptoir permanent, en 1564, 1570 puis 1586 les Micmacs furent contaminés par des maladies contre lesquelles ils n'étaient pas immunisés. Les premières tentatives de colonisation européennes se soldèrent par des échecs à cause du froid glacial et des disettes. Mais entretemps l'arrivée des fourrures vendues par les Micmacs lança une nouvelle mode en France. Ceux qui étaient suffisamment fortunés pouvaient se procurer un bonnet en fourrure de castor : la mode gagna bientôt toute l’Europe, provoquant une hausse du prix des peaux de castor et procurant aux armateurs français une nouvelle source de profit. La défaite de l’Invincible Armada en 1588 joua un rôle considérable dans l’accélération de la colonisation, car en faisant sauter le verrou institué par l'Espagne à travers l'océan Atlantique, elle ouvrait la voie aux autres nations européennes pour l'expansion de leurs colonies au Nouveau Monde.

### AuxXVIIeetXVIIIesiècles
En 1604, les Français dirigés par Pierre Dugua de Mons et ayant sous ses ordres le cartographe Samuel de Champlain parvinrent finalement à établir à l'embouchure du fleuve Sainte-Croix la première colonie française en Acadie. Les missionnaires et autres représentants religieux réussirent même à baptiser le chef des Souriquois (première dénomination des Micmacs) Henri Membertou et les membres de sa famille. Ainsi huit décennies après que Verrazzano reconnaisse les côtes canadiennes et américaines et utilise le premier le terme de Nouvelle-France, celle-ci commençait à se pérenniser après les « vaines tentatives » du XVIe siècle. La Nouvelle-France devenait une réalité jusqu'au Traité de Paris (1763). La culture des Micmacs fut profondément influencée au cours de cette période française, marquée surtout par l'importance croissante du commerce des fourrures et une implication militaire presque totale aux côtés des Français contre les Britanniques.
En 1607, une guerre tribale éclata entre les Pentagouets, menés par leur sachem Bessabez, et les Micmacs. Cela faisait déjà longtemps qu'une rivalité opposait ces deux peuples pour la primauté du commerce des fourrures avec les Français à Port Royal. Le conflit armé, qualifié par les auteurs anglais de guerre des Tarrantins, dura huit ans et s'acheva en 1615 par la mort du chef Bessabez ; mais au cours des années qui suivirent, les Micmacs furent décimés par une épidémie faisant passer leur population d'un effectif estimé en 1620 à 10 000 individus à environ 4 000 survivants. Au cours des 150 années suivantes, les Micmacs prirent part à une série de guerres entre la France et l'Angleterre, au cours desquelles ils prirent systématiquement le parti de la France.
L'abbé Jean-Louis Le Loutre fut affecté en 1737 en Acadie ; prêtre de choc, il s'employa à évangéliser les Micmacs, dont il apprit la langue. Il soutint activement la lutte armée des Acadiens contre les Anglais. Il fut fait prisonnier alors qu'il tentait de regagner la France.
Une première guerre anglo-micmac eut lieu de 1749 à 1753. La « Lettre sur les missions micmaques » de l’abbé Pierre Maillard permet de supposer qu'Étienne Bâtard y participa, en septembre 1750, quand les Français tentent d’empêcher l’érection du fort Lawrence, près d’Amherst et du site de Beaubassin, tout en construisant le fort Beauséjour. Les Micmacs se réunirent autour de Beauséjour et effectuent des coups de main contre les Anglais.
À la défaite des Français dans la Guerre de la Conquête (1756-1763), les Micmacs connurent une paix éphémère, car bientôt la pression des colons britanniques les contraignit à reprendre les armes ; et en effet, toutes les tribus micmaques n'avaient pas fait la paix avec les Britanniques en 1761, et les affrontements se poursuivirent jusqu’en 1779. Au cours de la Guerre d'Indépendance, les Micmacs prirent parti pour les insurgents dans l'espoir que leurs alliés français pourraient ainsi reprendre pied au Canada. Mais vers la fin de la guerre, les loyalistes britanniques, dont la vie en Nouvelle-Angleterre devenait intenable, obtinrent de la Couronne d'Angleterre des terres dans les Provinces maritimes et en 1783, 14 000 loyalistes britanniques quittèrent les jeunes États-Unis pour s'établir dans ce qui devint le Nouveau-Brunswick.
Les gouverneurs britanniques instituèrent des réserves indiennes. Les chefs furent désormais élus à vie, mais leur élection était influencée par les prêtres et devait être approuvée par des officiels blancs[Quoi ?]. Les terres, qu'on avait réservées pour l'usage et le bien-être d'un groupe d'Indiens, furent souvent amputées par la suite au bénéfice des colons blancs qui cherchaient à accaparer les sources et à s'assurer le monopole de l'eau. Il reste beaucoup de recherches à mener sur cette période dans les archives coloniales et provinciales. Les menées des colons n'avaient qu'un seul but, contrôler le commerce des peaux, dont les Français avaient détenu si longtemps le monopole.
À mesure que le territoire des Amérindiens se rétrécissait et que les animaux à fourrure se faisaient plus rares, les Micmacs devinrent semi-sédentaires : les femmes et les enfants ne quittaient plus guère leur camp, et les hommes, quand ils ne travaillaient pas « à l'extérieur » de manière saisonnière, demeuraient dans la réserve où ils pouvaient trouver l’aide des autorités coloniales et se tournaient vers l'artisanat du bois et la vannerie traditionnelle. Quelques hommes se faisaient trappeurs, mais la plupart pratiquaient le travail du bois, devenaient guide chasse ou pratiquaient la pêche, où au moins ils pouvaient mettre en valeur leur adresse et leur expérience traditionnelle.

### AuXIXesiècle
Vers le milieu du XIXe siècle, l'activité des Maritimes se tourna essentiellement vers la construction navale (voiliers et clippers), les grands travaux routiers et l'industrie du bois. Les Micmacs pouvaient y trouver du travail. Néanmoins, ils étaient le plus souvent confinés aux tâches les plus pénibles de terrassement et de découpe du bois. On les employait comme exécutants dans des emplois saisonniers ou occasionnels qu'aucun blanc n'aurait accepté, vu les salaires, si bien qu'ils s'abaissèrent bientôt à la condition de prolétariat rural. Depuis des générations les Micmacs chassaient le dauphin du détroit de Canso à la baie de Fundy. Mais lorsque le pétrole remplaça l'huile de cétacé dans la production industrielle, cette activité traditionnelle prit fin elle aussi. Ils s'improvisèrent marchands ambulants de pommes de terre entre Maine et Nouveau-Brunswick. Quelques-uns travaillaient même jusqu'en Nouvelle-Angleterre dans des camps de bûcheron, dans la construction ou l'industrie, mais la plupart retombaient vite dans le chômage et ne trouvaient de salut qu'en retournant dans leur réserve.

### De 1900 à l'après-guerre
Au début du XXe siècle, la plupart des Micmacs étaient éparpillés à travers soixante réserves, certaines concentrant à elles seules plusieurs centaines d'individus tandis que d'autres ne comptaient guère plus d'une douzaine d'habitants. La plus importante était la réserve de la rivière Ristigouche, avec 506 Indiens selon le recensement de 1910. Les Frères mineurs capucins y avaient établi un monastère où vécut et œuvra le père Pacifique de Valigny. Le séminaire des Sœurs du Saint-Rosaire enseignait la langue micmaque.
Vers 1920, plusieurs évolutions politiques, économiques et éducatives se firent jour dans les réserves ; les autorités améliorèrent graduellement en outre les conditions sanitaires, amenant une croissance rapide de la population micmaque qui en 1970 avait pratiquement doublé. De la fin de la Première Guerre mondiale jusqu'en 1942, l'Agent indien de la réserve de la rivière Ristigouche était un médecin. Mais l'influence des chefs et conseillers élus pour deux (respectivement trois) ans selon les dispositions de l’Indian Reorganization Act était marginale, laissant en réalité l'administration des réserves aux mains des « agents indiens » et du Bureau des affaires indiennes (BAI).
Si les écoles que l'on venait d'ouvrir dans les réserves ne connurent qu'une fréquentation irrégulière, elles permirent peu à peu d'inculquer aux enfants les rudiments de la lecture et du calcul.
Plusieurs Micmacs furent incorporés dans l'armée canadienne au cours de la Première Guerre mondiale et par là purent entrer en contact avec des Amérindiens d'autres provinces du Canada. Au Canada même, l'économie de guerre était une grande pourvoyeuse d'emplois tout en favorisant la pratique du sport chez les jeunes hommes : c'est à cette époque que le hockey sur glace et le baseball devinrent les sports nationaux de ce peuple. Mais la Grande Dépression dans les années 1930 mit un terme aux espoirs d'émancipation économique, avec un chômage de masse qui frappa particulièrement les Micmacs. Les aides publiques étaient indispensables pour empêcher la disette.
La Seconde Guerre mondiale restaura un bien-être éphémère et l'on offrit aux anciens combattants micmacs des aides pour reconstruire ou rénover leurs maisons. Puis, avec l'électrification, la radio et la télévision gagnèrent les réserves indiennes. On mit sur pied des programmes d'investissement public pour moderniser et améliorer l'aspect des réserves. De nouvelles écoles et des transports publics permettaient aux jeunes Micmacs de se préparer à la vie active ou à des études supérieures. Malgré le poids du chômage chez les Amérindiens, la population des Micmacs a continué de s'accroître et du fait de la discrimination, ce n'est que par des programmes gouvernementaux qu'il a été possible de procurer du travail aux populations indigènes. Conséquemment, les taux de criminalité et d'alcoolisme sont très élevés dans cette population.
À la fin des années 1940, un programme de centralisation obligea les Micmacs à abandonner les réserves les plus petites pour se regrouper dans la grande réserve de Shubenacadie (au centre de la province de Nouvelle-Écosse) et d’Eskasoni sur l’Île du Cap-Breton. On leur proposait en contrepartie de nouvelles maisons et de meilleures perspectives d'éducation et de salaire : mais il apparut bientôt que ces régions n'offraient pas suffisamment de travail. En 1951, une loi indienne plus favorable fut votée[Laquelle ?], qui permettait d'élargir les conseils élus et étendait leurs prérogatives. C'était une composante d'une politique plus générale visant à préparer l'autonomie des réserves.

### Situation contemporaine
Dans les années 1960, les réformes éducatives débouchèrent finalement sur une réinsertion effective des Micmacs. Plusieurs ressortissants micmacs trouvèrent un travail bien rémunéré et pour lequel on recherchait leurs compétences. Ils prirent part à la construction de gratte-ciels, comme l'avaient fait les Mohawks dans les années 1930 : ainsi vers 1970, au moins un tiers des ouvriers de Restigouche avaient participé à la construction de gratte-ciels à Boston. Ce travail dangereux, accompli à grande hauteur, était fort apprécié parce qu'il rejoignait leur idée d'accomplissement personnel tout en étant bien payé. Les femmes trouvèrent elles aussi de nouveaux débouchés. Grâce à la formation professionnelle subventionnée par le gouvernement, elles purent obtenir les qualifications d’infirmière, d’institutrice, de secrétaires ou d’assistante sociale.
S'il est vrai qu'aucune réserve micmaque ne se distingue pour l'instant (en 2009) par une prospérité particulière, du moins n'y a-t-il plus de différence de niveau de vie avec les agglomérations canadiennes voisines. Les maisons des Micmacs sont toutes semblables, les jardins peu soignés. On a conservé ici et là quelques vieilles huttes, et avec l'exode rural vers les grandes villes canadiennes, plusieurs maisons sont désormais sans occupants. Toutes les grandes réserves sont alimentées en électricité, bien que quelques foyers continuent à privilégier l'usage de la lampe à pétrole traditionnelle. Il y a pourtant encore peu de bonnes routes, car le gouvernement provincial ne veut pas avoir à en assurer l'entretien et la bureaucratie fédérale ne réagit aux réclamations qu'avec beaucoup d'inertie.
La réserve micmaque typique est bâtie autour d'une grand-rue, avec une église, une école, une salle polyvalente, les bureaux de l'agence aux affaires indiennes ou celui du gouvernement élu, une salle des anciens, un marché ; elle possède l'eau courante et un réseau d'égout. On constate dans les réserves une grande hétérogénéité dans les parlers, la culture et la pratique religieuse. Jusqu'au XXe siècle, la langue micmaque formait un lien communautaire solide, mais le nombre de locuteurs exclusifs de cette langue est aujourd'hui très faible tandis que le nombre de ceux qui ne la connaissent pas du tout croît régulièrement. La nation micmaque compte toujours une population de 20 000 habitants, dont approximativement le tiers a conservé l'usage de la langue micmaque. Celui-ci représente davantage la portion de la population vieillissante. Outre cela, les individus ayant le statut d'indien micmac parlent plus spécifiquement l'anglais. Dans certaines réserves, tous les jeunes de moins de vingt ans apprennent l'anglais comme première langue. Si à Restigouche le parler algonquien reste majoritairement la langue maternelle des jeunes, les émissions télévisées et les cours scolaires en anglais limiteront à terme la transmission du micmac aux nouvelles générations.
Avec la construction dans les années 1960 de nouvelles écoles dans les réserves par le gouvernement canadien, on pouvait voir dans l'école de Restigouche, tenue par des religieuses catholiques et des instituteurs laïcs, des classes ouvertes aussi aux enfants blancs des municipalités voisines, qui ne parlaient que le français. La plupart des Micmacs sont toujours catholiques et les grandes fêtes religieuses continuent de faire l'objet de processions très attendues, comme la Sainte Anne le 26 juillet. Pourtant la sécularisation et le tourisme affectent même ces « festivités micmaques », et plusieurs jeunes prennent aujourd'hui leurs distances avec la religion.
En Nouvelle-Écosse, octobre est appelé le « mois de l'histoire micmaque » ; les Micmacs célèbrent chaque année la Fête du traité le 1er octobre.

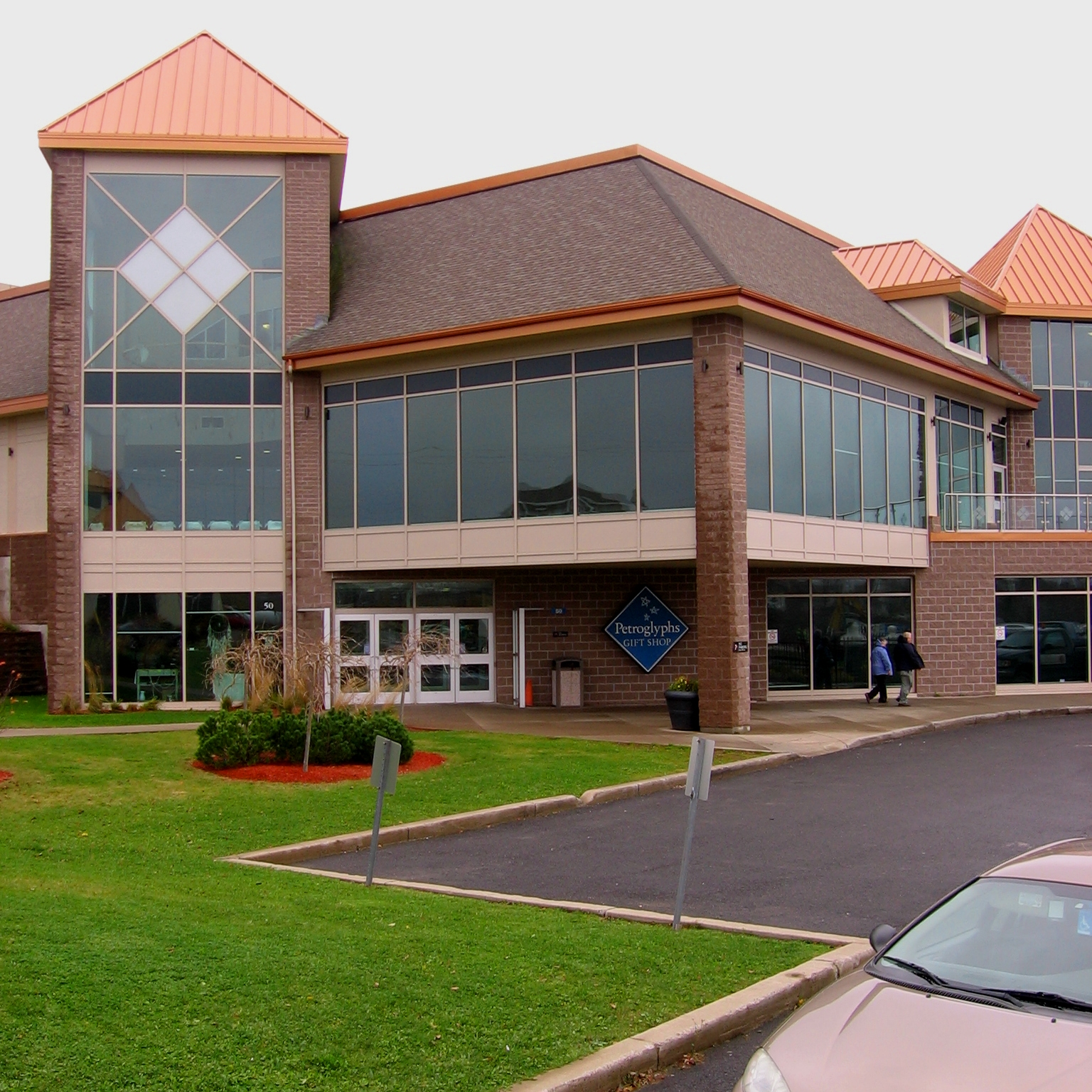
Le centre de conférences de Membertou.
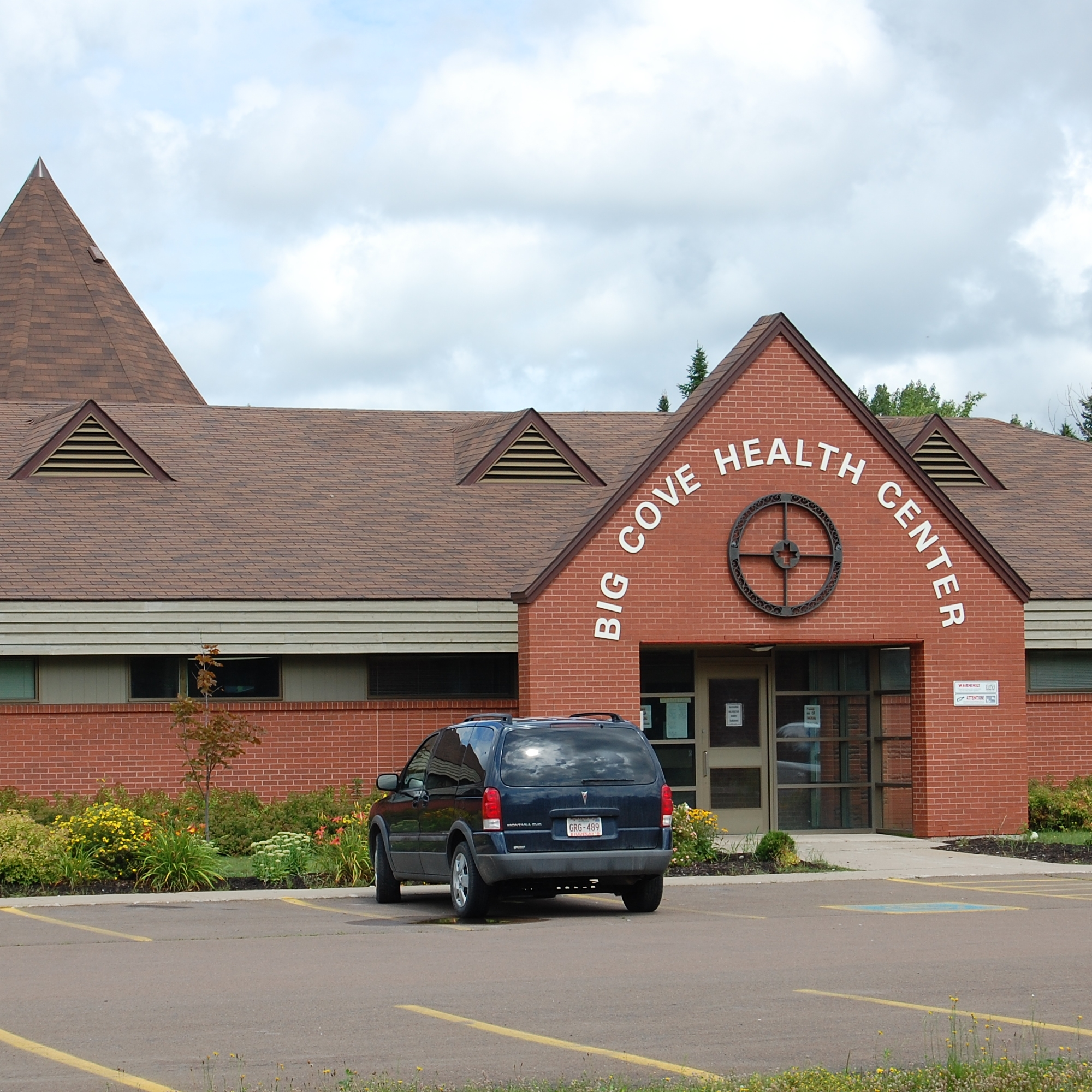
Le centre de santé d'Elsipogtog
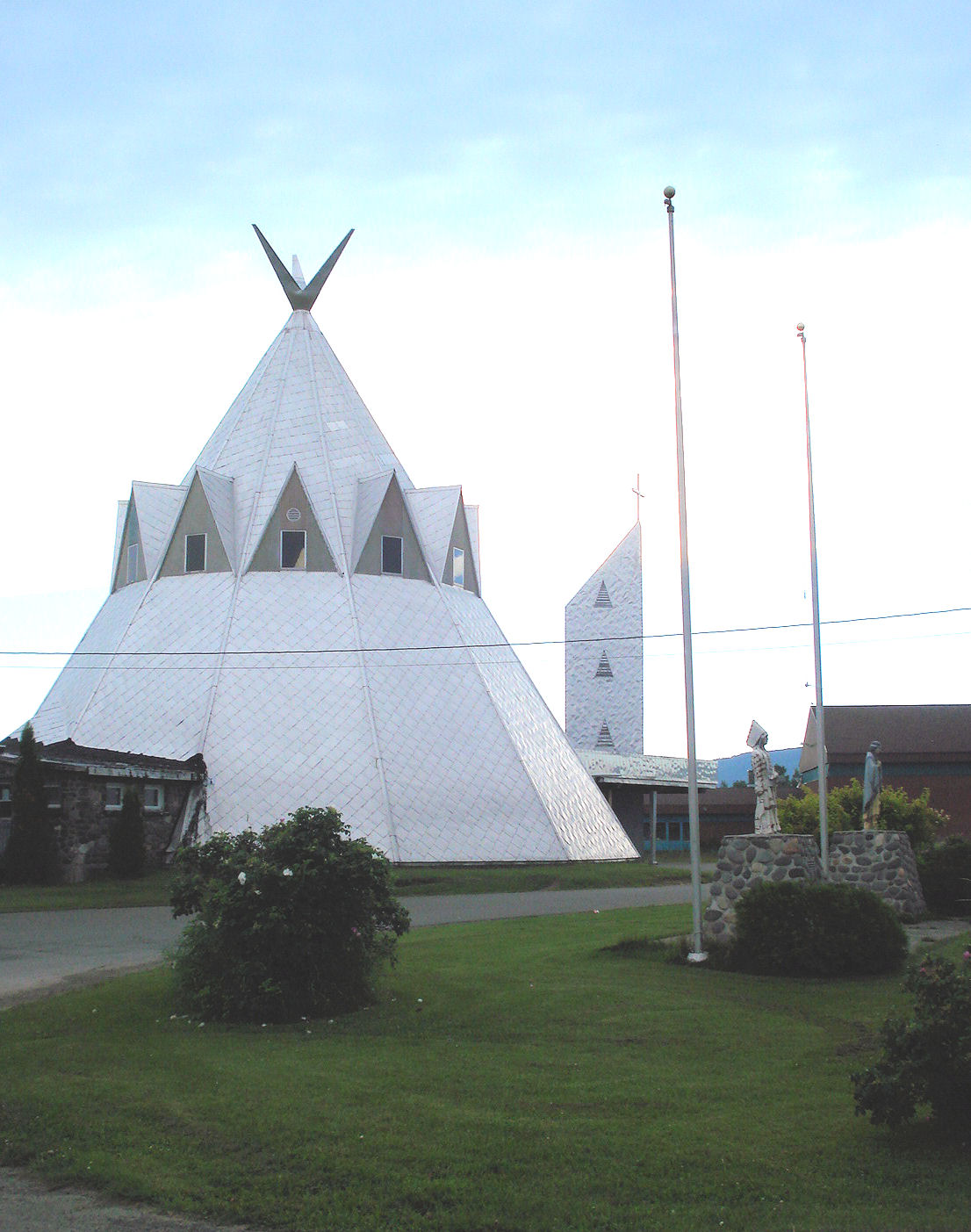
L'église de Gesgapegiag.
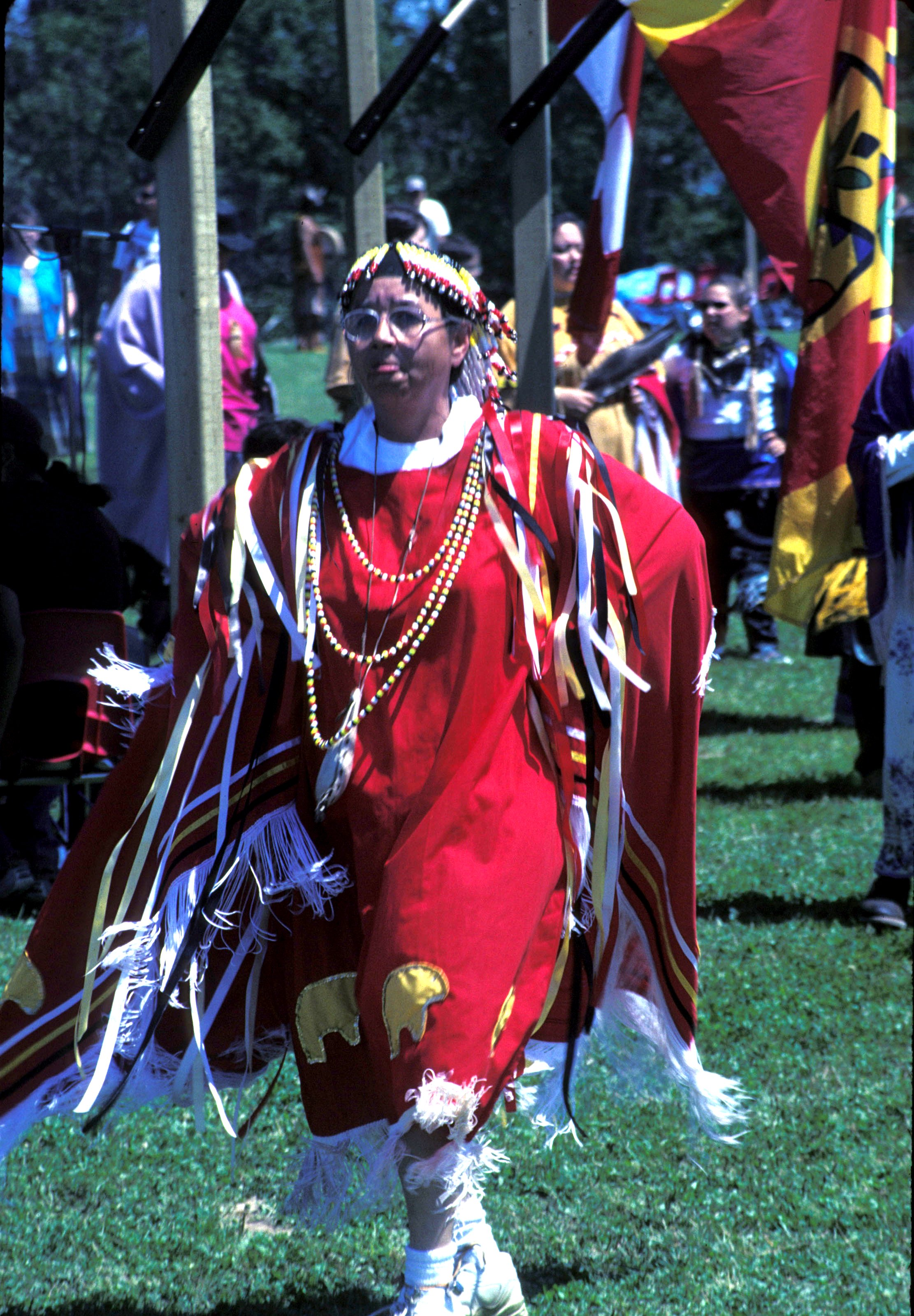
Le pow-wow d'Eel Ground.
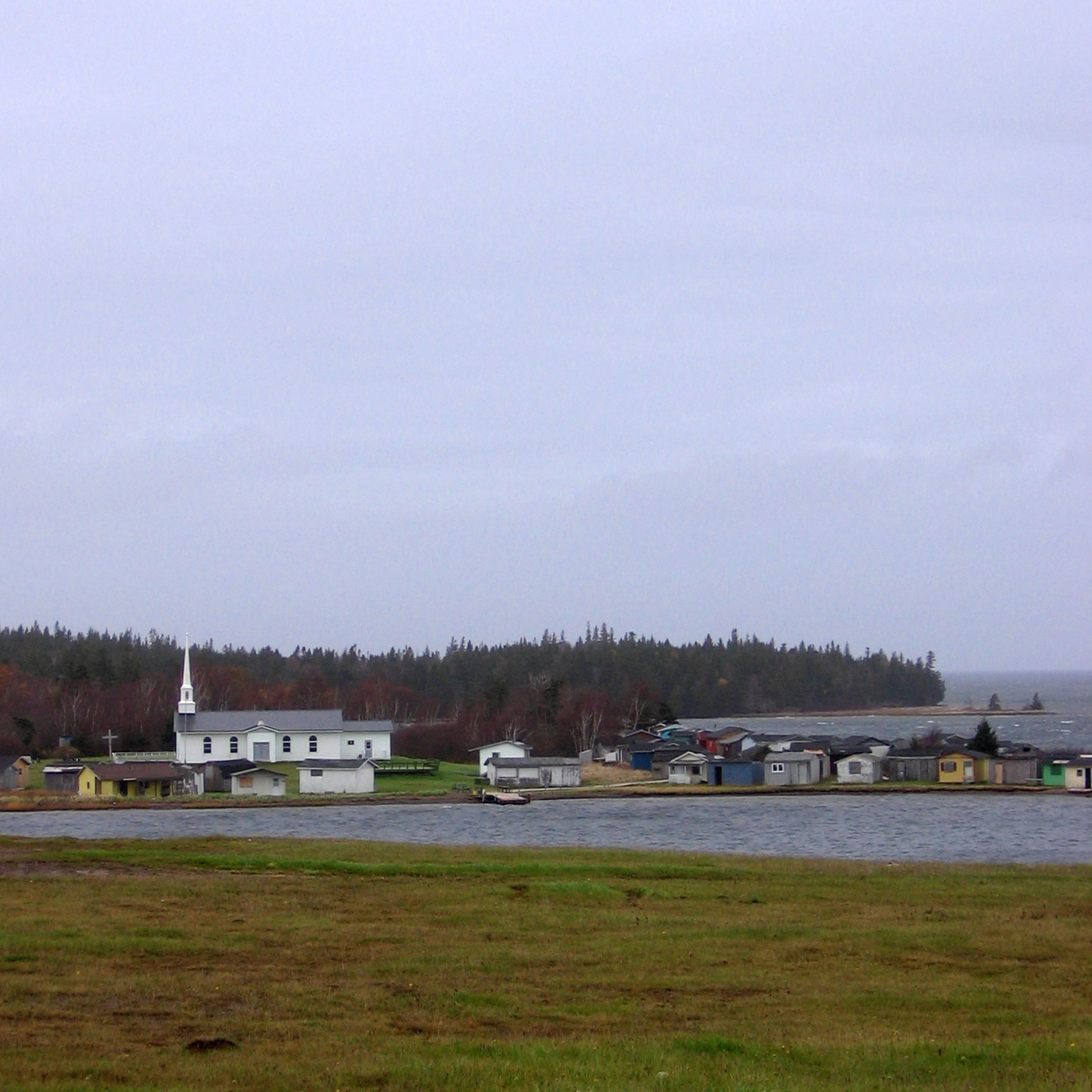
Vue de Chapel Island.

#### La tribu d'Aroostook
Il existe une communauté de Micmacs dans le comté d'Aroostook (Maine), dont le siège se trouve à Presque Isle. Selon leur site officiel, ils sont au nombre de 1 240. Ils possèdent une terre située sur le territoire de la ville de Limestone. Les Micmacs d'Aroostook ont obtenu la reconnaissance fédérale le 26 novembre 1991. Ils renouvellent leur conseil tribal tous les deux ans. La tribu a son drapeau et son emblème composé d'un cercle noir qui représente l'unité de leur peuple, dans lequel s'inscrivent un Thunderbird (non figuré), symbole de force et de sagesse, les empreintes d'un ours, symbole de force et d'assistance et un cerf qui représente la ressource en vêtements et nourriture des Micmacs. La bande centrale verticale du cercle noir est ornée de quatre cercles jaunes qui représentent quatre mères micmaques ayant soutenu la tribu et la promotion de leur peuple. Dans la partie inférieure du cercle figure un teepee (stylisé) avec trois cercles jaunes représentant les trois sachems de la tribu à être des femmes. La bande centrale horizontale du cercle évoque le premier conseil tribal d'Aroostook, composé de cinq femmes et de quatre hommes. Et enfin les sept plumes accrochées au cercle représentent les sept districts de la Nation des Micmacs.
Ayant la particularité de ne pas avoir de réserve sur le territoire du comté, les Micmacs d'Aroostoock ont développé une politique d'acquisition foncière (Micmac Tribe Land Holdings) et en juin 2003, ils détenaient 1 343 acres (543 hectares) de terrains sur les différentes localités de Presque Isle, Stockholm, Caribou, Littleton, Bridgewater et Limestone (sur l'ancienne Loring Air Force Base). Ces acquisitions leur permettent de développer une politique de logement garantissant des conditions de vie décentes aux membres de la communauté ayant de faibles revenus. Le Département du Logement veille à procurer un logement au loyer abordable aux membres les plus âgés ou ayant des besoins spécifiques. Il propose toute une gamme d'habitations allant des chambrées pour les célibataires aux duplex ou maisons individuelles pour les familles, répondant aux besoins des différents types de ménages et à leur niveau de revenus, tout en garantissant leur conformité avec les normes de sécurité et d'hygiène.
Les Micmacs d'Aroostoock ont un établissement de soins à Presque Isle, la Clinique familiale des Micmacs, qui regroupe plusieurs unités de soins ainsi qu'un centre de remise en forme et qui accueille le Département de la santé de la tribu. Les personnels de ce département se sont fixé pour objectif de « travailler ensemble dans l'unité avec la communauté autochtone, entretenir et préserver le mental, le corps et l'esprit ».
Perpétuant leurs traditions artisanales, les Micmacs d'Aroostook produisent, entre autres, toute une variété de paniers et corbeilles en bois de frêne, de cèdre et en écorce de bouleau. Les Micmacs sont reconnus comme d'excellents confectionneurs de boîtes ornées de piquants de porc-épic et de fleurs en bois composées de lanières d'érable, de cèdre et de bouleau blanc. Ils disposent dans leur ville siège d'un Centre culturel d’éducation communautaire (depuis août 2000) et ont ouvert à la visite une aire d’interprétation qui présente une exposition sur l'histoire et la culture des Micmacs. Ils organisent tous les ans, la troisième fin de semaine du mois d'août, un rassemblement (Mawiomi) des tribus pour célébrer leurs valeurs et leur culture .

## Démographie
En 1616, le père Biard estimait la population micmaque à plus de 4 000 individus. Il note par ailleurs que la population avait fortement diminué au cours du XVIe siècle. Les pêcheurs avaient contaminé les Micmacs avec des maladies européennes, contre lesquelles ils n'avaient pas encore développé d'anticorps. La pleurésie, les angines et la dysenterie ont probablement décimé les trois-quarts du peuple micmac. Puis la variole, les guerres et l’alcoolisme ont continué à affecter la population, qui a probablement atteint un minimum historique au XVIIe siècle. Tout au long du XIXe siècle, on observe une pause du déclin démographique et la population semble s'être maintenue. Le XXe siècle a vu une reprise surprenante de la démographie. Ainsi la croissance moyenne entre 1965 et 1970 s'établissait à 2,5 % par an.
| Année | Population | Source                   |
| ----- | ---------- | ------------------------ |
| 1500  | 10 000     | estimation               |
| 1600  | 4 000      | estimation du père Biard |
| 1700  | 2 000      | estimation               |
| 1750  | 3 000      | estimation               |
| 1800  | 3 100      | estimation               |
| 1900  | 4 000      | recensement              |
| 1940  | 5 000      | recensement              |
| 1960  | 6 000      | recensement              |
| 1972  | 9 800      | recensement              |
| 2000  | 20 000     | estimation               |

| Communautés     | Total | résidents | non-résidents |
| --------------- | ----- | --------- | ------------- |
| Gaspé           | 508   | 0         | 508           |
| Gesgapegiag     | 1 287 | 589       | 698           |
| Listuguj        | 3 380 | 1 990     | 1 390         |
| Mi'kmaq (Total) | 5 175 | 2 579     | 2 596         |

| Communautés                                      | Population de la réserve (non indiens inclus) | Population de la réserve (non indiens inclus) | Population parlant le mi'kmaq à la maison (en %) | Population parlant le mi'kmaq à la maison (en %) |
| Communautés                                      | 2006                                          | 2011                                          | 2006                                             | 2011                                             |
| ------------------------------------------------ | --------------------------------------------- | --------------------------------------------- | ------------------------------------------------ | ------------------------------------------------ |
| Acadia (en)                                      | 260                                           | 255                                           | 3,8                                              | 3,9                                              |
| Annapolis Valley                                 | 120                                           | 145                                           | 0                                                | 0                                                |
| Bear River                                       | 105                                           | 150                                           | 6,7                                              | 9,5                                              |
| Eskasoni                                         | 2955                                          | 3305                                          | 83,7                                             | 80,9                                             |
| Glooscap                                         | 60                                            | 60                                            | 0                                                | 16,7                                             |
| Membertou                                        | 725                                           | 910                                           | 17,1                                             | 20,3                                             |
| Millbrook                                        | 890                                           | 995                                           | 10,1                                             | 13,1                                             |
| Paqtnkek                                         | 360                                           | 375                                           | 18,1                                             | 17,6                                             |
| Pictou landing                                   | 425                                           | 465                                           | 30,2                                             | 25,5                                             |
| Potlotek                                         | 440                                           | 485                                           | 34,8                                             | 35,4                                             |
| Sipekne'katik                                    | 1030                                          | 1110                                          | 6,8                                              | 11,3                                             |
| Wagmatcook                                       | 410                                           | 520                                           | 64,2                                             | 81,7                                             |
| We'koqma'q                                       | 620                                           | 810                                           | 74,2                                             | 65,4                                             |
| Total pour les 13 réserves de la Nouvelle-Écosse | 8400                                          | 9585                                          | 26,9                                             | 29,3                                             |

Pour la Nouvelle-Écosse on observe en moyenne une légère augmentation du nombre de locuteurs utilisant la langue à la maison. Cependant il y a d'importantes disparités d'usage selon les communautés considérées.

## Droit et éthique
Le netukulimk est l'éthique des Micmacs dans leur relation avec la terre, l'eau et la faune de leurs terres ancestrales, la Mi'kma'ki. Cette relation passe à travers des cérémonies et des rituels démontrant le respect et la gratitude envers les animaux et les autres formes de vie. Un exemple du netukulimk est dans la relation des Mi'kmaq avec les orignaux. Ces animaux sont cruciaux dans la culture Mi'kmaq, fournissant nourriture, abris, outils, médicaments et divertissement. Cette dépendance sacrée et pratique influence les activités économiques, cérémonielles et traditionnelles, menant à renforcer les relations réciproques avec les orignaux. Des rituels exprimant gratitude et respect, particulièrement concernant la chasse, ont donc été conçus pour maintenir l'équilibre entre humains et animaux en leur créant des obligations mutuelles,.
La colonisation européenne a bouleversé le netukulimk, avec la perte des territoires, la déforestation et la déplétion de l'environnement, dès lors conçu comme un ensemble de ressources. Les missionnaires catholiques français ont tenté d'assimiler les Mi'kmaq, perturbant leurs relations, dont notamment celles avec les orignaux. Les maladies introduites par les Européens, la déconsidération des chamanes Mi'kmaq et l'altération des pratiques traditionnelles ont déstabilisé la culture Mi'kmaq. Selon Kerry Prosper, L. Jane McMillan, Anthony A. Davis et Morgan Moffitt, les traités de paix et d'amitié ont été utilisés pour neutraliser les Mi'kmaq. Les réserves éloignées ont limité l'accès aux territoires de chasse traditionnels. Les politiques gouvernementales ont criminalisé la chasse Mi'kmaq et restreint l'accès aux ressources, provoquant des conflits juridiques.